# Lypha harrisi
Lypha harrisi là một loài ruồi trong họ Tachinidae.